# Victor Adebowale, Baron Adebowale

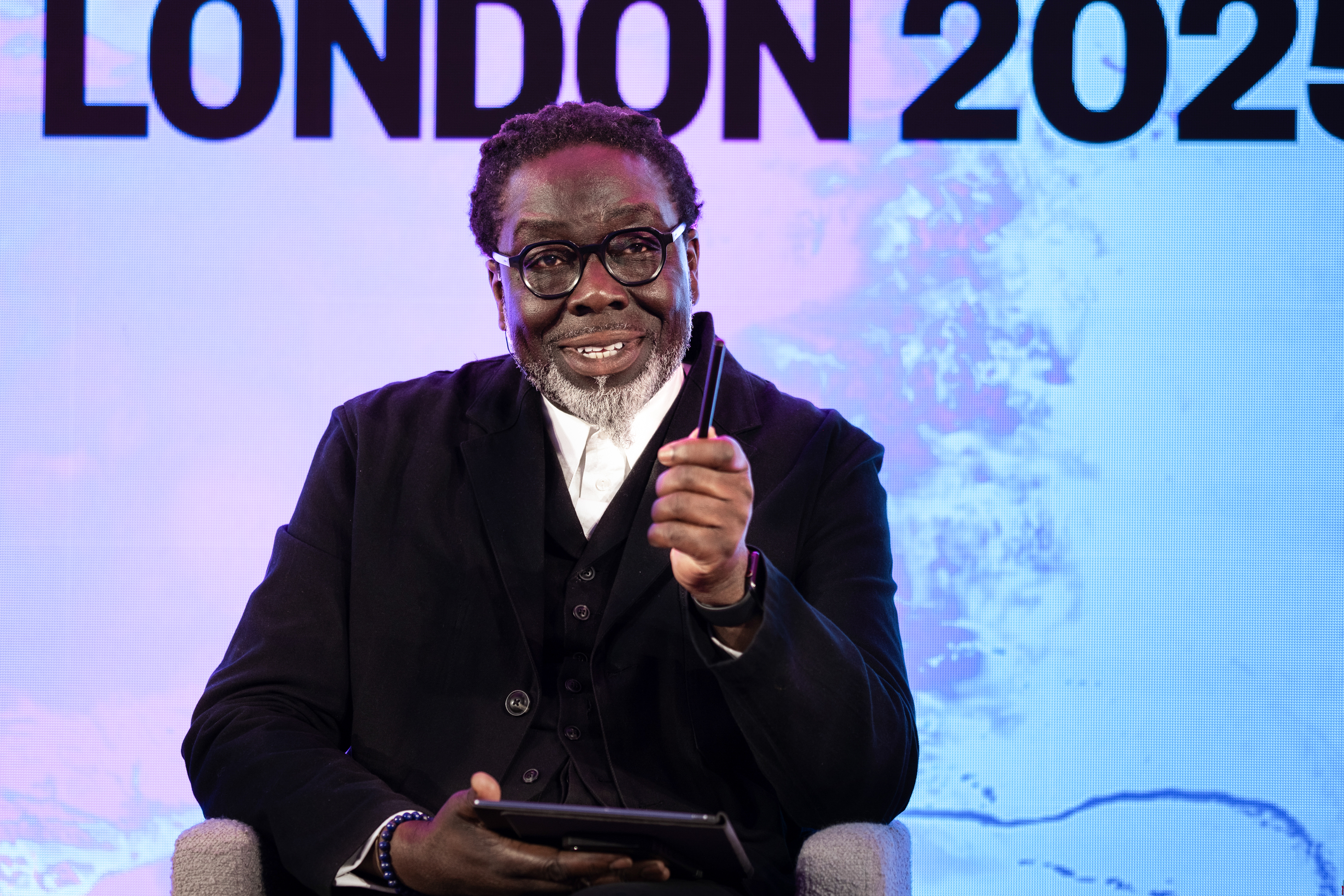
Victor Adebowale, Baron Adebowale (2025)

Victor Olufemi Adebowale, Baron Adebowale CBE (* 21. Juli 1962) ist ein britischer Politiker und Life Peer. Er war einer der ersten „People's Peers“. 

## Leben und Karriere
Adebowale wurde 1962 als Sohn nigerianischer Eltern, Ezekiel und Grace Adebowale, geboren. Er besuchte die Thornes House School in Wakefield und die Polytechnic of East London. Er begann seine Karriere im kommunalen Immobilienmanagement (Local Authority Estate Management), bevor er beim Housing Association Movement eintrat. 
1983 war er als Private Sector Repairs Administrator im London Borough of Newham tätig. Von 1983 bis 1984 war er dort Estate Officer und von 1984 bis 1986 Senior Estate Manager. Bei der Patchwork Community Housing Association war er von 1986 bis 1988 Permanent Property Manager. Von 1988 bis 1990 war er regionaler Direktor der Ujima Housing Association, Großbritanniens größter von Schwarzen geführten Wohnungsbaugesellschaft. Er war von 1990 bis 1995 als Direktor des Alcohol Recovery Project tätig; von 1995 bis 2001 war er Geschäftsführer (Chief Executive) von Centrepoint, einer Wohltätigkeitsorganisation für junge Obdachlose. Adebowale war Mitglied des Social Exclusion Unit’s Policy Action Team on Young People und Vorsitzender (Chair) des Review of Social Housing Co-ordination beim Institut für öffentliche politische Meinungsforschung.
Seit September 2001 ist er CEO  der Organisation Turning Point. Turning Point ist eine auf nationaler Ebene tätige Hilfsorganisation, die Dienste für Menschen mit komplexen Bedürfnissen bietet; Zielgruppen sind unter anderem Personen mit Drogen- und Alkoholproblemen, psychisch Erkrankte und Menschen mit Lernschwächen. Adebowale ist dort außerdem Company Secretary. Außerdem ist er Non-Executive Director der St Vincent Healthcare Ltd.
Adebowale hat ein Postgraduiertendiplom vom Tavistock Institute und einen Master of Arts im Bereich Advanced Organisational Consulting von der City University London. Er ist Director of Leadership in Mind Organisational Development Consultancy und Mitglied der Audit Commission. Er beriet Regierungen aller Parteien in den Bereichen Arbeit, Wohnung, Armut und Reform der öffentlichen Dienste. 2007 gehörte er der Commission Employment and Skills an. Bis 2009 war Adebowale Aufsichtsratsmitglied (Council Member) der Social Enterprise Coalition. Er war Präsident der Community Practitioners' and Health Visitors' Association.

## Mitgliedschaft im House of Lords
Er wurde als einer der ersten unter der Regierung von Tony Blair ernannten People's Peers Mitglied des House of Lords, indem er am 30. Juni 2001 als Baron Adebowale, of Thornes in the County of West Yorkshire, zum Life Peer erhoben wurde. Am 24. Oktober 2001 fand seine offizielle Einführung im House of Lords mit der Unterstützung von Francis Hare, 6. Earl of Listowel und Charles Falconer, Baron Falconer of Thoroton statt. Im Parlament gehört er der Fraktion der Crossbencher an. Am 19. Dezember 2001 hielt er seine Antrittsrede.
Als seine politischen Interessen gibt er die Bekämpfung von Armut, Stadterneuerung (Regeneration) und die Künste an. Als Staaten von besonderem Interesse nennt er Italien, Nigeria und die USA.
Adebowales Anwesenheit an Sitzungstagen liegt im geringen bis mittleren Bereich.

## Weitere Ämter
Adebowale war 1999 Vorsitzender (Chair) des Review of Social Housing beim Institute of Public Policy Research. Von 2003 bis 2004 war er Vorsitzender des Barrow Cadbury Trust Review of Life Chances and Poverty bei der Fabian Society. Er war Vorsitzender beim Advisory Panel on Race Impact Assessment im Büro des Stellvertretenden Premierministers (Office of the Deputy Prime Minister; ODPM) und von 2005 bis 2008 Vorsitzender beim Stop and Search Community Panel.
Seit 2002 ist er Co-Vorsitzender (Co-Chair) der Mental Health Steering Group des Gesundheitsministeriums und seit 2003 bei der Black and Minority Ethnic Mental Health Steering Group. Er ist Mitglied der New Deal Task Force und der Policy Action Team 12 on Young People Social Exclusion Unit. Adebowale war Mitglied des Advisory Councils von Demos, des National Employment Panel (bis 2007), des Institute of Fiscal Studies von 2002 bis 2007, des Board von Places for People (bis 2007), sowie der National School of Government.
Er war Mitglied der Employment and Trading Commission sowie Direktor von Leadership in Mind. Bis 2006 war er Mitglied des Treuhandrates (Trustee) beim Royal National Institute for Deaf People (RNID), bis 2007 bei der National Economics Foundation. Adebowale ist Schirmherr (Patron) des Nurse Trading Council on Alcohol, Mix Rich Cultural Centre und des Centre for Inclusion and Diversity der University of Bradford.
Er ist Gastprofessor und seit Dezember 2008 Kanzler der Lincoln University. 

## Ehrungen
Adebowale ist Honorary Fellow der South Bank University und Associate des Health Services Management Centre der University of Birmingham. Adebowale ist Fellow des Sunningdale Institute und der National School of Government. Er ist weiters Fellow der Royal Society of Arts.
Adebowale erhielt mehrere Ehrendoktortitel. Die University of Central England und die University of East London ehrten ihn mit einem Ehrendoktortitel als Hon PhD. Er trägt die Ehrendoktorwürde der University of Bradford und wurde Doctor of Letters (Hon DLitt) der Lincoln University.
2000 wurde er in der New Year’s Honours List zum Commander des Order of the British Empire (CBE) ernannt, in Anerkennung seiner Verdienste beim New Deal und für seinen Einsatz für Arbeitslose und obdachlose junge Leute. 2009 wurde er Magazine in der Fachzeitschrift Inside Housing unter den 25 einflussreichsten Personen in der Wohnungspolitik der letzten 25 Jahre gelistet.

## Veröffentlichungen
- Alcohol Problems in the Community: Drinking Problems Among Black Communities, Routledge Chapman & Hall, 1996, ISBN 978-0415110426
- New Deal and the Disadvantaged, 1999.
- Review of Social Housing, 2000.
- Review of the Most Disadvantaged: Scond report, 2003.